# Hr.Ms. O 24 (1940)
De Hr.Ms. O 24 was een Nederlandse onderzeeboot van de O 21 klasse. De bouw van de O 21 klasse schepen vond plaats aan de vooravond van de Duitse aanval op Nederland in 1940. De O 24 stond gepland als K XXIV. Ze was bestemd als onderzeeboot voor Nederlands-Indië, de K staat namelijk voor "koloniën". Al tijdens de bouw, door de Rotterdamse scheepswerf RDM, werd de naam gewijzigd naar O 24.

## De O 24 tijdens Tweede Wereldoorlog
Omdat de O 24 al enkele proefvaarten had gemaakt, werd besloten om op 13 mei 1940 - Duitsland was op 10 mei Nederland binnengevallen - de oversteek te wagen naar het Verenigd Koninkrijk. Voordat ze vertrok werden nog koperen ballast aan boord gebracht, omdat ze vanwege het ontbreken van materiaal te licht was om te duiken. Toen de O 24 vlak bij Goeree Overflakkee moest duiken omdat ze gespot was door een Duits vliegtuig, bleek dat men zich had verrekend met het kopergewicht, de O 24 zakte als een baksteen en kwam met een klap op de bodem terecht. De commandant besloot hierop dat dit een mooie plek was en dat de bemanning wat nachtrust kon pakken. Tijdens het duiken vertoonde O 24 wel wat lekken, maar deze waren niet ernstig van aard.
Na deze pauze kon de O 24 zonder veel problemen de overtocht maken naar Portsmouth. Eenmaal in het Verenigd Koninkrijk werd ze afgebouwd door de Britse scheepswerf John Thornycroft in Southampton. Van midden juli tot midden september 1940 worden er tests en oefeningen uitgevoerd met de O 24.
De bekendste opvarende van de O 24 was Piet de Jong, die later minister van defensie en minister-president zou worden. Hij was oudste officier en dus plaatsvervangend commandant.

### Overwinningen
De O 24 heeft zeven vijandelijke schepen vernietigd: vier Italiaanse schepen en drie Japanse, waaronder een gewapend vrachtschip, de Chosa Maru. Daarmee was deze boot na de O 21 (met tien vernietigde schepen) op een na de meest succesvolle onderzeeboot van de Nederlandse marine.

## Commandanten
| Van        | Tot        | Commandant                                        | Onderscheidingen                   |
| ---------- | ---------- | ------------------------------------------------- | ---------------------------------- |
| 12.05.1940 | 01.06.1940 | Luitenant-ter-zee der 1e klasse G.B.M. van Erkel  | onder meer: BL2, DSC, ON           |
| 14.07.1940 | 03.03.1942 | Luitenant-ter-zee der 1e klasse O. de Booy        | onder meer: BL, DSO, OBE           |
| 03.03.1942 | 25.10.1944 | Luitenant ter zee der 1e klasse W.J. de Vries     | onder meer: BL2, BK, DSO, DSC, MID |
| 25.10.1944 | 08.04.1946 | Luitenant ter zee der 1e klasse P.J.S. de Jong    | onder meer: BK, DSC, MID, ON       |
| 30.11.1947 | 16.08.1948 | Luitenant ter zee der 1e klasse J C K Leeksma     | onder meer: BK (1947)              |
| 16.08.1948 | 30.04.1949 | Luitenant ter zee der 2e klasse R van Wely        |                                    |
| 30.04.1949 | 23.06.1950 | Luitenant ter zee der 2e klasse C E Wolderling    | onder meer: BK3 (1944, 1944, 1946) |
| 23.06.1950 | 11.08.1950 | Luitenant ter zee der 2e klasse H J Brakema       | onder meer: BK (1944)              |
| 11.08.1950 | 16.11.1951 | Luitenant ter zee der 1e klasse I H R Reitsma     |                                    |
| 16.11.1951 | 17.01.1952 | Luitenant ter zee der 2e klasse H J Brakema       |                                    |
| 18.01.1952 | 29.01.1952 | Luitenant ter zee der 1e klasse J Fennema         | onder meer: KV                     |
| 04.04.1952 | 16.04.1952 | Luitenant ter zee der 1e klasse S van Ravensteijn | onder meer: BK2 (1944, 1945)       |
| 16.04.1952 | 14.02.1953 | Luitenant ter zee der 1e klasse A S de Vries      |                                    |
| 18.12.1953 | 22.02.1954 | Luitenant ter zee der 1e klasse P S Niemeyer      |                                    |

## Onderscheidingen

### Bronzen Leeuw
G B M van Erkel kreeg de Bronzen Leeuw voor zijn actie op de Nieuwe Waterweg (10 mei 1940) en nog een Bronzen Leeuw na de ontsnapping uit Rotterdam.
De volgende bemanningsleden kregen de Bronzen Leeuw na acties in de Middellandse Zee én in Azië:
- O de Booy (1941)
- W J de Vries (1940, 1948)

### Bronzen Kruis
De volgende bemanningsleden kregen het Bronzen Kruis na de ontsnapping uit Rotterdam, velen kregen in 1944 nogmaals een Bronzen Kruisː
| - J F Baayens, majoor-monteur - P H F Bastin (BK.2), sergeant-machinist) - K L Dunharden (BK.2), sergeant-machinist - P van Gastel (BK.2), kwartiermeester - W D J van Gestel, officier.2 MSD | - J P Jacobs (BK.2), sergeant-telegrafist - P J S de Jong (BK.2), LtZ.2 - M P de Kam (KB.2), sergeant-torpedomaker - J C de Keyzer (BK.2), stoker-olieman - J Koger (BK.2), sergeant-konstabel | - W Kolenbrander (BK.2), kwartiermeester - F van der Linde (BK.2), sergeant-kok - H C van Loon (BK.2), sergeant-monteur - J Mazereeuw (BK.2), korporaal-machinist - A R Peperkamp, matroos.1 | - H Riksman (BK.2), opperschipper - H J Schapink/Schapenk (BK.2), stoker-olieman - C van Toor (BK.2), matroos.1 - C/G Vaes, korporaal-machinist - G Veenendaal (BK.2), korporaal-machinist - J F J Visser (BK.2), sergeant-torpedomaker |

De volgende bemanningsleden kregen het Bronzen Kruis na acties in de Middellandse Zee:
| - S B Bennett, telegrafist - J Bosma, korporaal-machinist - Richard de Bruijn, off. MSD - B C van Gent (BK.3), adjudant-machinist - W D J van Gestel | - H Groot, korporaal-telegrafist - J de Hart, korporaal-machinist - J A Heijdens, korporaal-machinist - P J S de Jong (BK.2), LtZ.2 - N G Kemmers, korporaal-monteur | - S H Knap, matroos.2 - H B Koning, officier.2 - W C Lageman, stoker.1 - K F Mey, monteur - J de Rooij, matroos.2 | - J F Stolvoort, matroos.1 - J J Thomas, LtZ.2 - P van der Werff, matroos.1 - Arie van Zoest, majoor-machinist |

De volgende bemanningsleden kregen het Bronzen Kruis na acties in Azië:
| - K L Dunharden (BK.2), sergeant-machinist | - J P Jacobs (BK.2), sergeant-telegrafist | - A Jongejan, kwartiermeester - J J Kuiper, torpedomaker | - J G A Velpen, bootsman - W J de Vries, LtZ.1 |

De volgende bemanningsleden kregen het Bronzen Kruis na acties in de Middellandse Zee én in Azië:
| - J Bart, korporaal-kok - P H F Bastin (BK.2), sergeant-machinist - J G Doppegieter , matroos 1e klasse - J A van der Ende, stoker-olieman | - P van Gastel (BK.2), kwartiermeester - A Martens, sergeant-monteur - A G J Radt, matroos.1 | - A Riksman (BK.2), schipper - W P van der Scheur, korporaal-monteur - A A Spyker | - G Veenendaal (BK.2), korporaal-machinist - V P Walker - W Zoeter, kwartiermeester |

MSD = Marine Stoomvaartdienst